# Săcălaz
Săcălaz là một xã thuộc hạt Timiș, România. Dân số thời điểm năm 2002 là 6242 người.